# 皮內伍茲 (密西西比州)
皮內伍茲（英語：Piney Woods）是位於美國密西西比州蘭金縣的非建制地區。

## 歷史
皮內伍茲的郵局自1926年營運至今。

## 地理
皮內伍茲所處的海拔為高於海平面148米（即486英呎），而該地所採用的時區為UTC-6，即北美中部時區（CST）。同時該地設有夏令時間，為UTC-6調快一小時，即UTC-5（CDT）。